# 舎利尊勝寺
舎利尊勝寺（しゃりそんしょうじ）は、大阪府大阪市生野区舎利寺一丁目2-36にある黄檗宗の寺院。俗称は舎利寺（しゃりじ）であり、俗称は生野区の地名（舎利寺）にもなっている。

## 歴史
草創は聖徳太子、創建は生野長者と伝わっている。用明天皇の時代に、生野長者の子どもがいたが、どうしてか言葉が話せない、理由を知るために四天王寺に聖徳太子が訪れたとき、聖徳太子に助けを求めた。聖徳太子は子どもに生まれる前、仏の骨である仏舎利を預けており、それを返すよう話した。子どもはすぐに口から仏舎利3つを吐き出し、聖徳太子に返した。その仏舎利を奈良の法隆寺、大阪の四天王寺、残りの1つは生野長者に渡して、長者は仏舎利をまつり、舎利尊勝寺が創建された。またこの後、子どもは言葉は話せるようになった。生野長者についてはどのような人物か伝わっていないが、百済王禅広の子孫であり、生野区の当時の有力者と考えられている。
その後荒廃して太子堂のみ残る状況だったが、地元の住民が寺を宇治黄檗山萬福寺の末寺とした。その後の修繕は、延宝3年（1675年）の木庵和尚、二世悦山、嘉永5年（1852年）の沙門幸道（石造観音三十三か所と善光寺も再興）などがある。1945年（昭和20年）6月15日の大阪大空襲では本堂が焼失し、1950年（昭和25年）、地元の住民によって再建された。しかし、同年9月のジェーン台風によって再び本堂が倒壊した。戦前からある建物は山門と羅漢堂庫裡のみである。

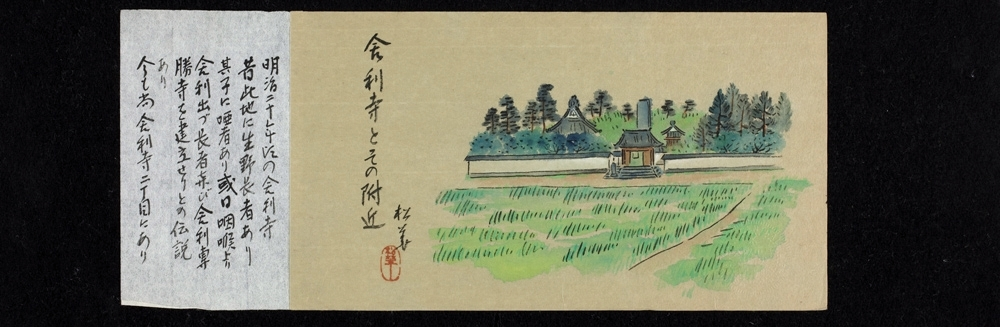
舎利寺とその付近(浪華名所図)

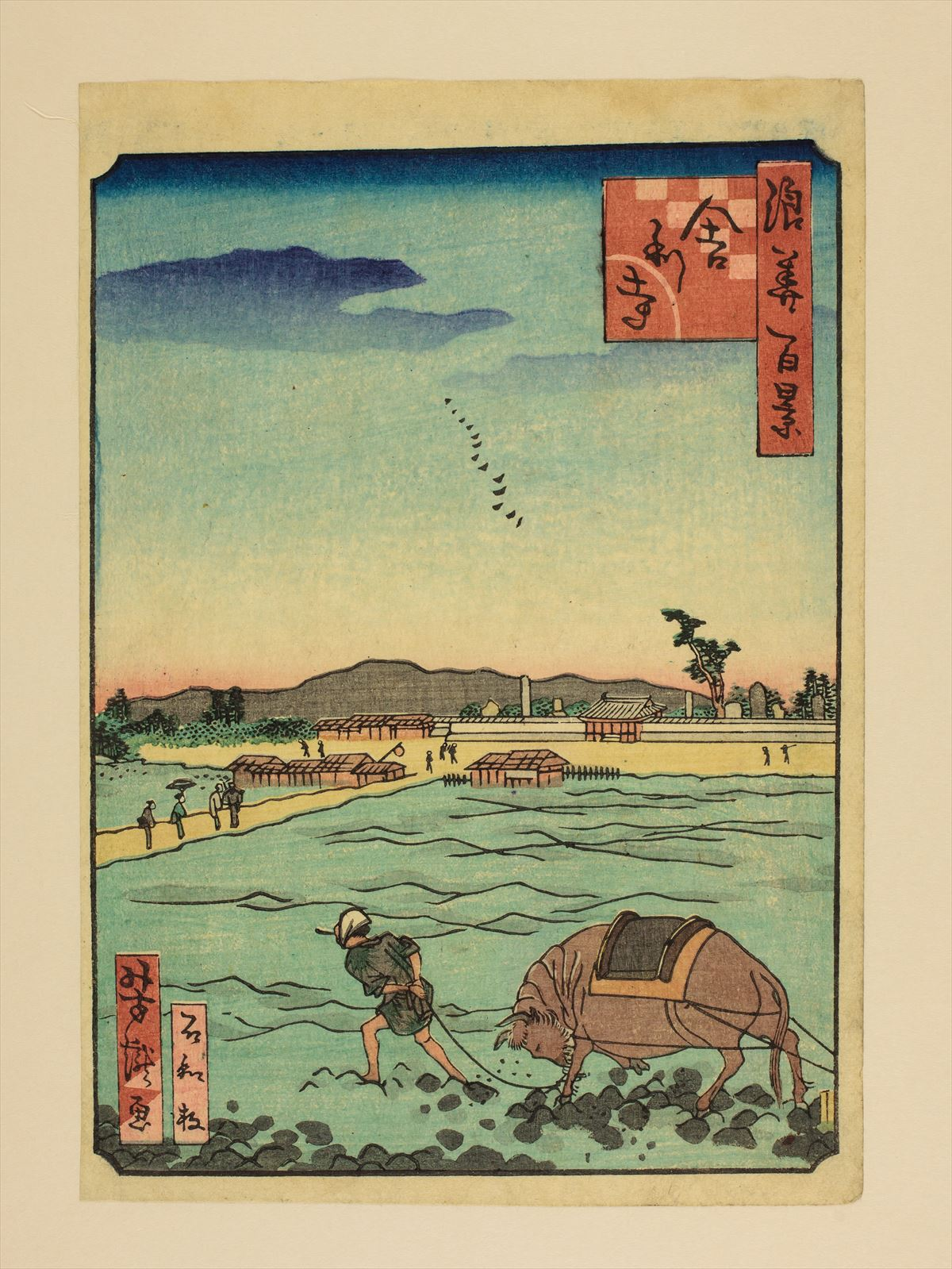
舎利寺 (浪花百景)

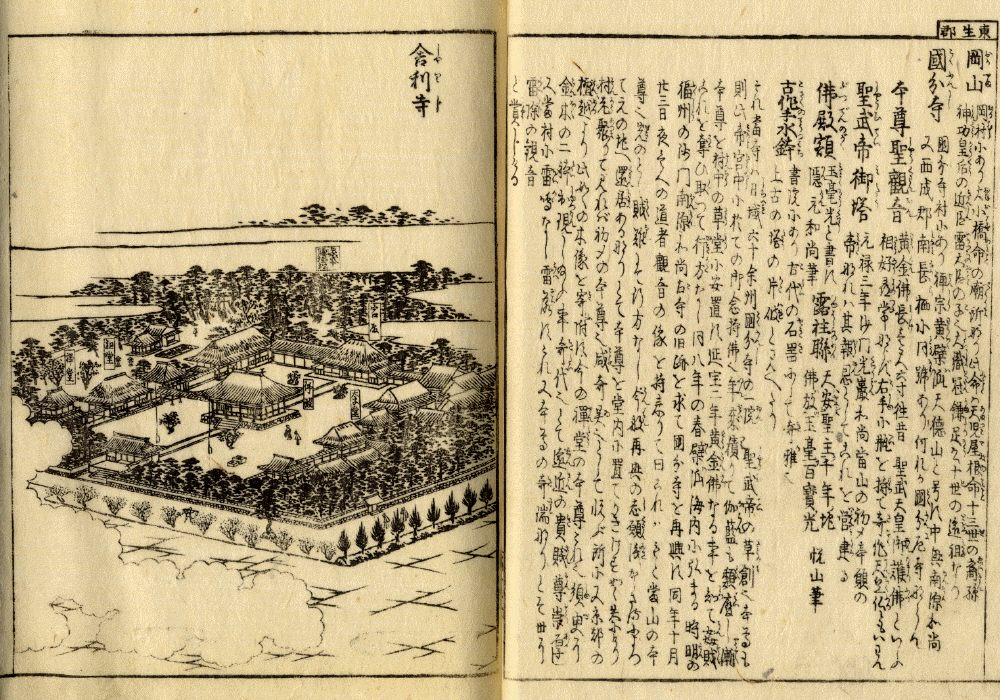
『摂津名所図会巻3』舎利寺

## 境内
境内には、西国三十三ヵ所観音霊場巡礼碑や仏足石碑等が造立されている。西国三十三ヵ所観音霊場は、幸道和尚のときに設置し、霊場めぐりができない人のために舎利尊勝寺内に西国三十三ヵ所の簡易版を設け、多くの賛同者が得られたものである。琵琶湖や六角堂、南円堂など様々なものを模している。

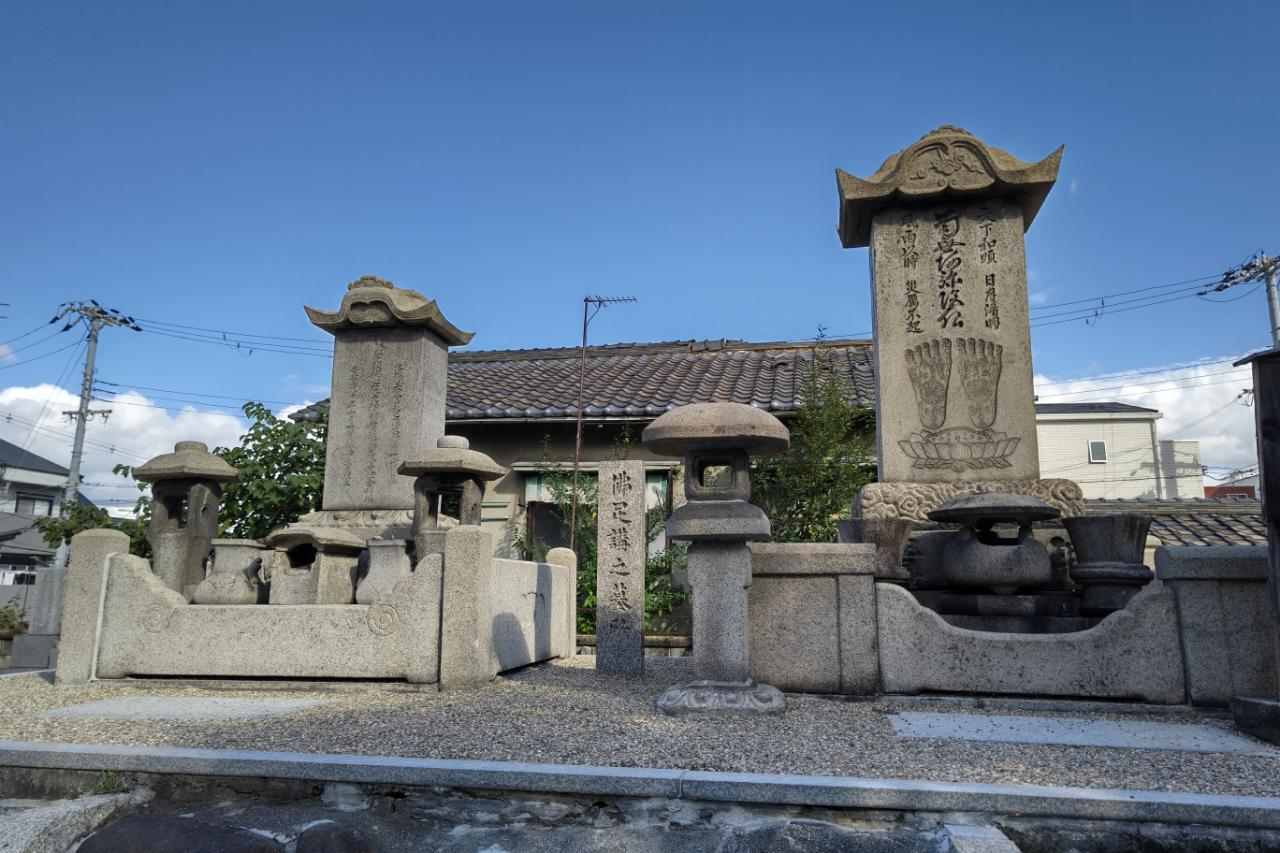
舎利尊勝寺の仏足石碑

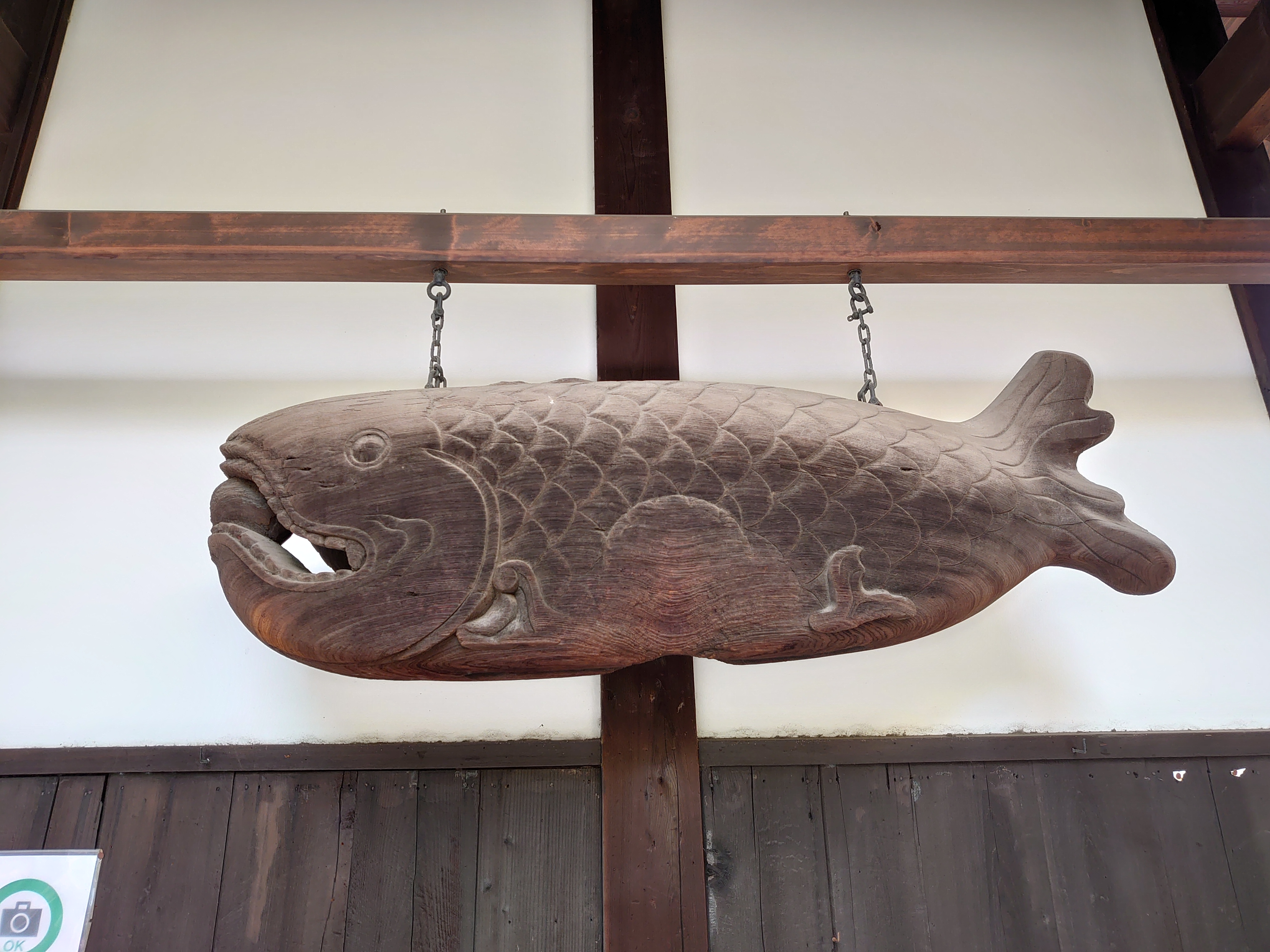
木魚(舎利寺)

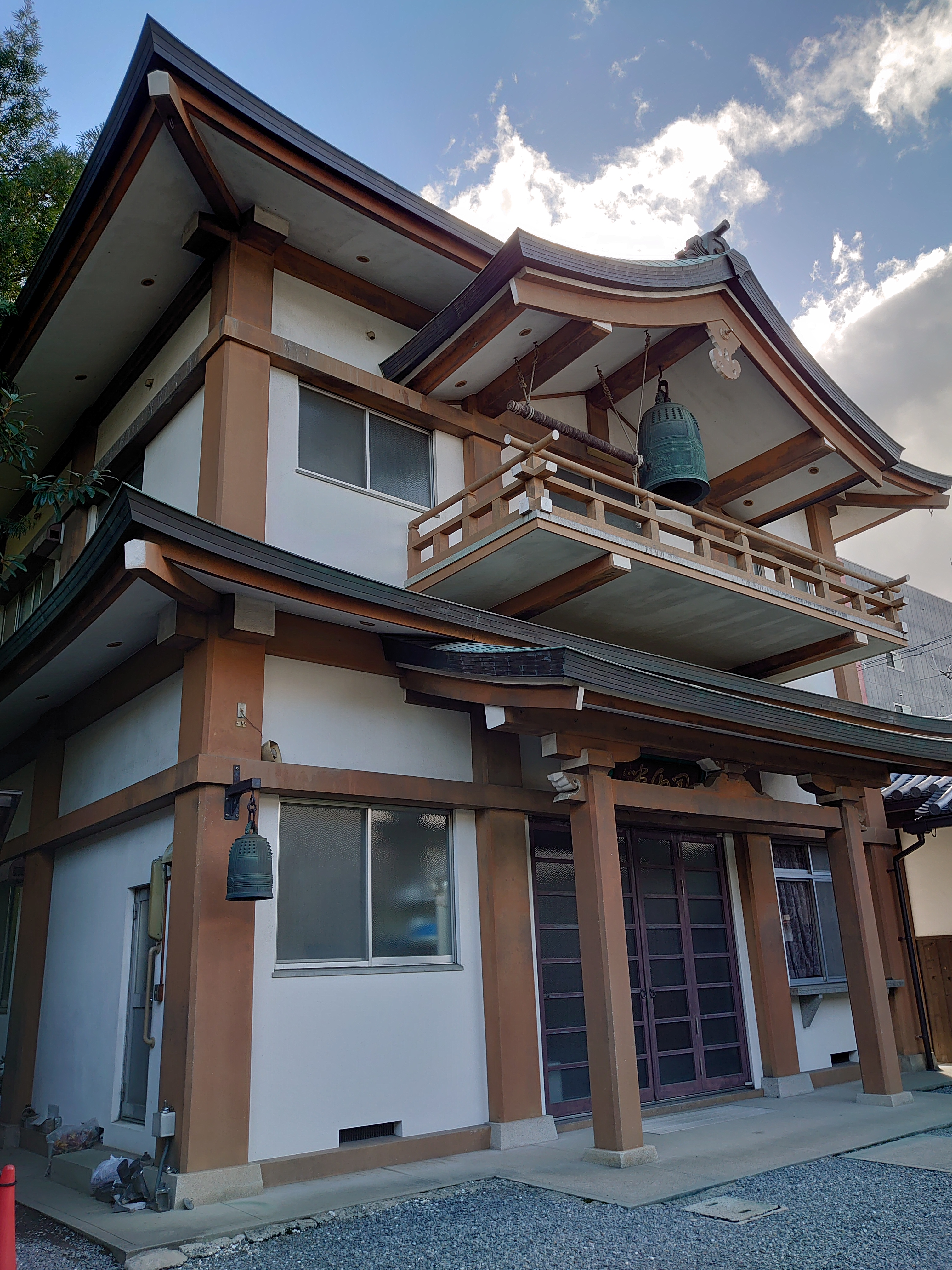
鐘楼(舎利尊勝寺)

## 行事
- 全日本仏教青年会様による全国各地の寺院への呼びかけによって始まった『祈りの鐘』活動に協力[7]。

## アクセス
- 大阪シティバス「生野区民センター前」南東約300m
- JR大阪環状線桃谷駅　徒歩15分
- JR大阪環状線寺田町駅　徒歩15分
- JR天王寺駅　徒歩25分
- 近鉄電車鶴橋駅　徒歩25分